# Slobodan Nikić
Slobodan Nikić, cyr. Слободан Никић (ur. 25 stycznia 1983 w Zrenjaninie) – serbski piłkarz wodny. Srebrny medalista olimpijski z Aten i brązowy z Londynu. 
Zdobył również złoty medal podczas mistrzostw świata w Montrealu w 2005 roku, mistrzostw świata w Rzymie w 2009 roku, srebrny podczas mistrzostw świata w Szanghaju w 2011 roku oraz brązowy podczas mistrzostw świata w Barcelonie w 2003 roku.
Igrzyska w Londynie były dla niego drugimi igrzyskami olimpijskimi, wcześniej wystąpił na igrzyskach w Atenach w 2004 roku w reprezentacji Serbii i Czarnogóry. W Londynie Serbowie w meczu o brązowy medal wygrali z Czarnogórą, a w Atenach przegrali w finale z Węgrami.